# Parozábrana

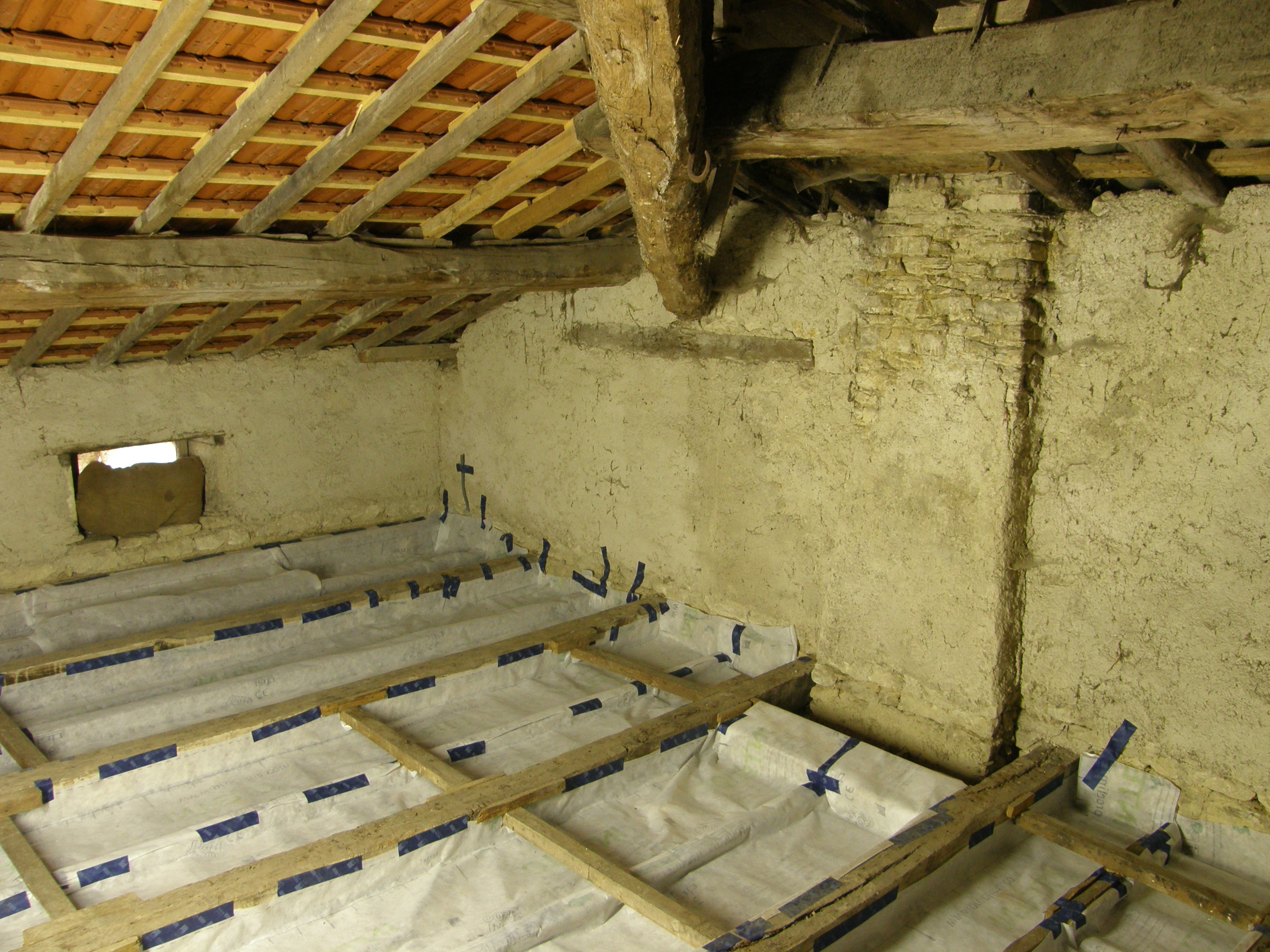
Instalace parozábrany v podkroví starého statku (Northern Meuse, Francie)

Parozábrana je druh fólie, který omezuje či zabraňuje pronikání vodní páry obsažené ve vzduchu. Z obecného hlediska jde v podstatě o membránu, protože odděluje dvě různá prostředí, zpravidla interiér a exteriér stavby. Používá se hlavně ve střechách (nebo i stěnách dřevostaveb apod.), aby se zamezilo úniku vodních par z interiéru do konstrukce domu, kde jinak pára kondenzuje a snižuje účinnost tepelné izolace a poškozuje nosné části. Vodní pára totiž dále neuniká, protože se zaráží o hlavní hydroizolaci, dochází tak k hromadění zkondenzované vody. Je důležité, aby parozábrana byla provedena souvisle, jinak pára pronikne neuzavřenými dírami, spoje se přelepují vzduchotěsnou páskou.